# Francesco Paolo Neglia

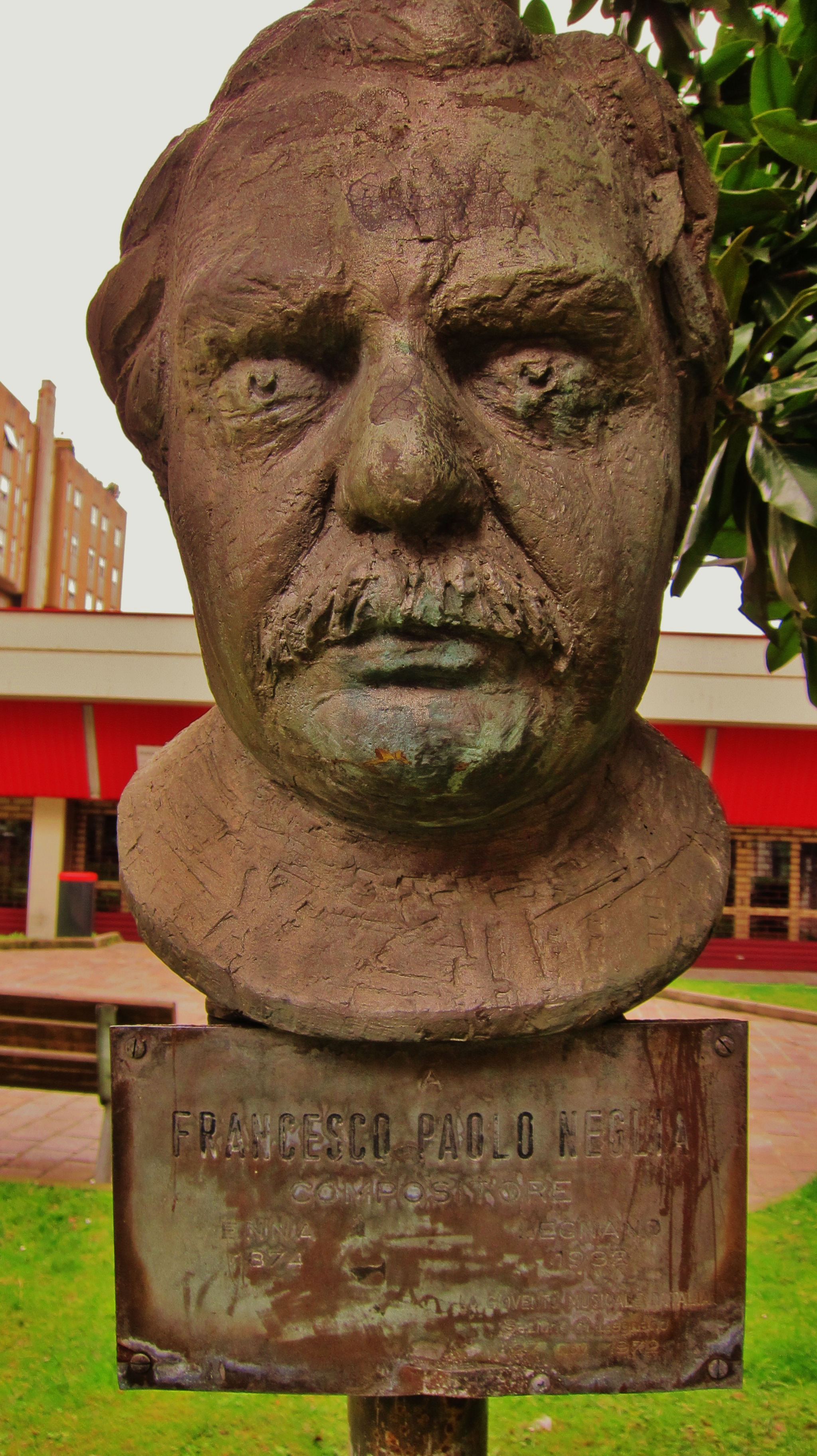
Francesco Paolo Neglia

Francesco Paolo Neglia (Castrogiovanni (Enna), 22 mei 1874 – Intra, nu: deelgemeente van Verbania, 31 juli 1932) was een Italiaans componist, muziekpedagoog, dirigent en violist. Hij was een zoon van het echtpaar Maria Greca (lerares) en Giuseppe Neglia (leraar, violist en dirigent van de plaatselijke banda).

## Levensloop
Neglia kreeg de eerste muziekles van zijn vader, die hem leerde de viool, het piano, de trombone te bespelen en compositieles gaf. Al toen schreef hij eenvoudige stukjes. In 1893 werd hij violist in het orkest van de kathedraal van Enna en op 27 juli van hetzelfde jaar behaalde hij het diploma voor onderwijs. Vervolgens studeerde hij aan het Conservatorio di Musica "Vincenzo Bellini" di Palermo in Palermo, alhoewel hij nog te jong was om in de compositieklas te studeren. Maar de directeur van het conservatorium Guglielmo Zuelli erkende zijn talenten en Neglia kon privé bij Zuelli studeren. Verder werd hij op advies van Zuelli violist in het orkest van het Massimo theater in Palermo.
Nadat hij op 17 december 1900 met Marie Dibbern vanuit Duitsland huwde, vertrok het echtpaar naar Hamburg. Aldaar werd hij dirigent van het orkest aan het stedelijk theater. Aanvankelijk was hij als muziekleraar werkzaam, later opende hij een privé-muziekschool onder de naam "Neglia Conservatorium" in de toenmalige Stiftstraat/Hofweg. Hij werd uitgenodigd orkesten in Berlijn, Kiel, Bad-Nauheim en in Frankfurt am Main te dirigeren.
In het gevolg van het begin van de Eerste Wereldoorlog ging hij op 17 september 1914 terug naar Italië, maar in zijn bakermat kon hij nooit meer aanknopen aan de successen in Duitsland. Lange tijd werd hij genegeerd. Eerst na het behalen van een opleidingsdiploma aan de universiteit van Palermo kon hij als leraar voor Duits in Caltanissetta en Legnano werken. In Legnano richtte hij het Liceo Musicale "G.Verdi" op.
In zijn nalatenschap vond men vele composities, waaronder ook de partituur van de opera Zelia.

## Composities

### Werken voor orkest

#### Symfonieën
- 1900-1901 Prima Sinfonia in Re minore (Symfonie in d mineur)
- 1910-1912 Sinfonia no.2 - Symfonie "De emigrant", voor groot orkest

#### Andere werken voor orkest
- 1896 Intermezzo Breve, voor orkest
- 1898 Due Rispetti, voor strijkers, harp en orgel
- 1913 Suite Sinfonica "Tre quadri di vita veneziana", voor orkest, op. 32
- Arioso, voor strijkers, harp, pauken en harmonium, op. 17
- Danza fantastico
- Gavot, voor strijkorkest
- Largo, voor strijkers, harp en orgel
- Minuetto in Stile Antico, voor strijkorkest, op. 14
- Pizzicato Gavot, voor strijkorkest
- Prelude
- Serenata Siciliana, voor strijkorkest, op. 37
- Sinfonietta, voor orkest, op. 31

### Werken voor banda (harmonieorkest)
- 1896 Parata d'Eroi, grote militair mars voor banda (harmonieorkest)
- Adagio uit de symfonie "De emigrant", voor banda (harmonieorkest)
- Fantasia eroica, voor banda (harmonieorkest), op. 33
- Minuetto in Stile Antico, voor banda (harmonieorkest), op. 14 (bewerkt door G. Pennacchio)

### Missen en andere kerkmuziek
- 1896 Inno a Santa Anna, voor solisten, gemengd koor en orkest
- 1916 Due Canzoncine Religioso, voor zangstemmen en strijkkwartet, op. 65
- 1916 Due Canzoncine Religioso, voor twee zangstemmen en orgel, op. 65
- Ave Maria, voor vier stemmen, op. 10
- Ave Maria, voor zangstem, viool en piano, op. 10
- Ave Maria, voor vier stemmen, op. 36 (op. 44)
- Ave Maria, voor vier stemmen, op. 10 (op. 11)
- Ave Maria, voor vier stemmen, viool en piano, opus 10 (op. 11)
- Ave Maria, voor twee stemmen en orgel, op. 12
- Compieta Maggiore (voor een liturgie), voor zangstem en orgel, op. 67
- Gloria in Excelsis Deo, vijfstemmige fuga
- Missa Brevis, voor tenoren, bassen en orgel (of: klein orkest), op. 34 (op. 61)
- Responsorio per la Settimana Santa, voor bariton en orgel, op. 35 (op. 64)
- Tantum Ergo, op. 66

### Muziektheater

#### Opera's
| Voltooid in | titel         | aktes       | première | libretto |
| ----------- | ------------- | ----------- | -------- | -------- |
|             | Zelia, op. 78 | 3 bedrijven |          |          |

#### Operette
| Voltooid in | titel     | aktes       | première | libretto |
| ----------- | --------- | ----------- | -------- | -------- |
| 1927        | Girifalco | 3 bedrijven |          |          |

### Vocale muziek

#### Werken voor koor
- Canto populare, voor gemengd koor

#### Liederen
- As that flower, Madrigal voor sopraan (of tenor) en piano
- Campane, voor vier stemmen, op. 84
- Il Saluto di Beatrice, voor mezzosopraan en piano, op. 25
- La Canzone, voor sopraan, contra-alt, tenor en bas, op. 21
- Litania, voor twee zangstemmen en piano, op. 63
- Nations of harmony, voor bassen en zangstemmen (collectie van liederen en hymnes voor kinderen)
  1. Inno alla Bandiera "I tre colori", op. 41 - tekst: Cavallotti
  2. Campana, op. 50
  3. Inno scolastico, op. 55
  4. Coro di Pastorelle, op. 53
  5. Il Ritorno alla terra, op. 54
  6. Il Grillino, op. 47
  7. Giro Tondo, op. 69
- Quannu, voor tenor en piano, op. 2
- Sepulto Domino, voor tenor, bas, viool, cello en orgel, op. 68
- Sfinge, Lirica voor bariton en piano, op. 48 (op. 65)
- Sphynx, romance voor zangstem en piano

### Kamermuziek
- Bagattella, voor viool, dwarsfluit, hoorn en piano, op. 24
- Caprice waltz, voor viool en piano
- Idyl, voor viool en piano
- Interlude, voor viool en piano
- Largo Espressivo, voor viool en piano, op. 40 (op. 71)
- Minuet, voor viool en piano
- Minuet, voor cello en piano
- Old-fashioned Sonata, voor viool en piano
- Quartet, voor viool, altviool, cello en piano
- Romance, voor cello en piano
- Sicilian Serenade, voor viool en piano
- Trio, voor viool, cello en piano, op. 52

### Werken voor orgel
- Ave Maria, op. 8 (op. 4)
- Nostalgia (Homesickness), op. 16
- L'Arpista Fantastico, op. 38
- Major Compieta

### Werken voor piano
- Sonatina in un Tempo, op. 11 (op. 23)
- Scherzo
- Sicilian Serenade, op. 17
- Youthful remembrances
- Siete canto populare

### Werken voor mandoline
- Fantasia, voor mandoline solo, op. 6